# Fallblox
Fallblox, känt som Crashmo i Nordamerika och som Hiku Otsu i Japan, är ett pusselspel som utvecklats av Intelligent Systems och publicerades av Nintendo till Nintendo 3DS. Det är en uppföljare till Pullblox och släpptes oktober 2012 i Japan och november 2012 i Europa och Nordamerika.
Spelet blev efterföljd av Fullblox, som släpptes 2015 till Nintendo 3DS, samt Pullblox World, som släpptes 2014 till Wii U.